# 魯斯-阿倫數對
魯斯-阿倫數對（英語：Ruth–Aaron pair）指質因子之和相等的兩個連續正整數。
這個名字是因為漢克·阿倫在1974年4月8日9時7分以715次全壘打打破貝比·魯斯的714次記錄，引起了魯斯-阿倫數對的發現者——卡羅·納爾遜（Carol Nelson）、大衛·E·潘尼（David E. Penney）和卡爾·帕梅朗斯三人的靈感，從而發現714和715的特殊性質。
以714和715為例，714=2×3×7×17，715=5×11×13，2+3+7+17=5+11+13=29。
帕梅朗斯不知魯斯-阿倫數對是否存在無限個，將結果發表到《Journal of Recreational Mathematics》。不久後保羅·艾狄胥想到證明魯斯-阿倫數對存在無限個的方法，和帕梅朗斯合寫了論文。
魯斯-阿倫數對可分兩種，第一種只計算相異質因子之和（OEIS:A006145），第二種將重複出現的質因子也計算在內（OEIS:A039752）。

## 外部連結
- 55000以內的魯斯-阿倫數對